# هنري لانسبوري
هنري لانسبوري (بالإنجليزية: Henri Lansbury)‏ المولود في 11 أكتوبر من العام 1990 في لندن في إنجلترا، لاعب كرة قدم إنجليزي .
انتقل على سبيل الإعارة لفريق سكونثورب يونايتد .

## روابط خارجية
- هنري لانسبوري على موقع الاتحاد الأوربي (الإنجليزية)
- هنري لانسبوري على موقع قاعدة بيانات كرة القدم.إي يو (الإنجليزية)
- هنري لانسبوري على موقع Soccerbase.com (لاعب) (الإنجليزية)
- هنري لانسبوري على موقع Soccerway.com (الإنجليزية)
- هنري لانسبوري على موقع عالم كرة القدم.نت (الإنجليزية)
- هنري لانسبوري على موقع كووورة